# 伊保内郵便局
伊保内郵便局（いぼないゆうびんきょく）は岩手県九戸郡九戸村にある郵便局である。民営化前の分類では集配特定郵便局であった。局番号は83055。

## 概要
住所：〒028-6599 岩手県九戸郡九戸村伊保内6-14-3

## 沿革
- 1874年（明治7年）12月20日 - 伊保内郵便取扱所として開設[1]。
- 1875年（明治8年）1月1日 - 伊保内郵便局（五等）となる。
- 1885年（明治18年）10月1日 - 貯金取扱を開始。
- 1896年（明治29年）7月1日 - 為替取扱を開始。
- 1900年（昭和33年）12月10日 - 江刺家郵便局より電話交換事務の取扱を移管[2]。
- 1974年（昭和49年）9月25日 - 電話交換および和文電報配達業務を九戸電報電話局に移管。
- 2004年（平成16年）9月6日 - 戸田郵便局より集配事務を移管（九戸村内全域が集配区域となる）[3]。
- 2007年（平成19年）10月1日 - 民営化に伴い、併設された郵便事業二戸支店伊保内集配センターに一部業務を移管。
- 2012年（平成24年）10月1日 - 日本郵便株式会社発足に伴い、郵便事業二戸支店伊保内集配センターを伊保内郵便局に統合。

## 取扱内容
- 郵便、印紙、ゆうパック、内容証明
- 貯金、為替、振替、振込、国際送金、国債
- 生命保険、バイク自賠責保険
- ゆうちょ銀行ATM - 払込み対応
- 九戸郡九戸村内全域（〒028-65xx、〒028-66xx）の集配業務

## 周辺
- 九戸村役場
- 九戸村立伊保内小学校
- 伊保内幼稚園

## アクセス
- 岩手県北バス （伊保内）郵便局前停留所下車すぐ
- 八戸自動車道 九戸ICより南へ約5Km
- 国道340号沿い
- 駐車場あり：3台